# Kwas abscysynowy
Kwas abscysynowy (ABA; ang. abscisic acid) – organiczny związek chemiczny, fitohormon zaliczany do seskwiterpenów. Jest jedynym przedstawicielem tej klasy hormonów roślinnych, chociaż jego bezpośredni prekursor (ksantoksyna) także wykazuje niewielką aktywność biologiczną.

## Biosynteza
Kwas abscysynowy może być syntetyzowany w roślinach na dwa sposoby:
1. W trakcie przemian szlaku kwasu mewalonowego[3], powstającego przez polimeryzację pirofosforanu izopentenylu (trzy jednostki izoprenowe). Kwas mewalonowy jest wówczas przekształcany do pirofosforanu farnezylu, z którego w wyniku utlenienia, cyklizacji i izomeryzacji do pozycji cis syntetyzowany jest kwas abscysynowy.
2. Poprzez oksydacyjną degradację karotenoidów. Związkiem rozpoczynającym cykl reakcji prowadzących do powstania kwasu abscysynowego jest wtedy wiolaksantyna. Droga syntezy jest zależna od tkanki i warunków środowiska[5].

Jego synteza odbywa się głównie w dojrzałych liściach i owocach, ale także w korzeniach, nasionach i pąkach. Wysoki poziom kwasu abscysynowego występuje w starzejących się tkankach oraz w roślinach rosnących w warunkach stresowych. W roślinie przemieszcza się głównie łykiem i w niewielkim stopniu drewnem. ABA ulega degradacji poprzez utlenienie jednej z grup metylowych w pozycji 6 i cyklizacji do kwasu fazeinowego. Stężenie ABA w tkankach regulowane jest także przez natężenie syntezy i tworzenie koniugatów z glukozą.

## Działanie

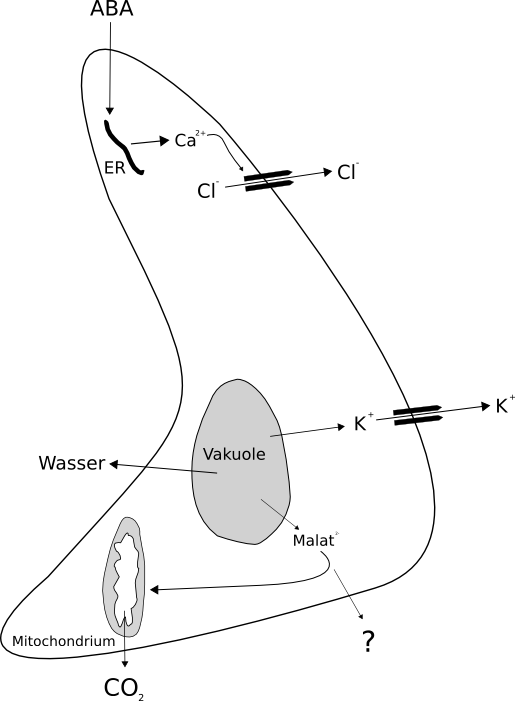
Mechanizm zamykania aparatów szparkowych pod wpływem ABA. Kwas abscysynowy powoduje otwarcie kanałów jonowych i w następstwie utratę wody co prowadzi do zamknięcia aparatu szparkowego.

- hamuje wzrost objętościowy komórek[4]
- odpowiada za stan spoczynku nasion, jest inhibitorem kiełkowania[4]
- jest odpowiedzialny za tworzenie warstwy odcinającej podczas opadania liści, owoców, kwiatów[4]
- jest odpowiedzialny za przechodzenie roślin w stan spoczynku[4]
- powoduje zamykanie się aparatów szparkowych[3]
- przyspiesza procesy starzenia tkanek[4]
- podwyższony poziom ABA jest reakcją roślin na stres, np. podczas braku wody ABA powoduje ograniczenie transpiracji, zwiększenie pobierania wody przez korzenie[3][4], a także indukowanie ekspresji genów rab oraz syntezę białek chroniących przed odwodnieniem[4]

W rolnictwie ABA jest stosowany do wywoływania lub przyspieszania desykacji roślin.

## Historia odkrycia
O istnieniu substancji warunkującej spoczynek nasion i pąków pędowych wiedziano wcześniej, jednak dopiero w roku 1963 Frederick T. Addicott wyizolował z owoców bawełny substancję stymulującą tworzenie warstwy odcinającej i opadanie owoców. Wyizolowany związek został nazwany kwasem abscysynowym.